# Fisura pterigomaxilară
Fisura pterigomaxilară (Fissura pterygomaxillaris) este o fisură îngustă între lama laterală a procesului pterigoid al sfenoidului și fața posterioară (infratemporală) a corpului maxilei, prin care fosa infratemporală comunică cu fosa pterigopalatină. Prin această fisură trec partea a 3-a (pterigopalatină) a arterei maxilare (Arteria maxillaris),  artera alveolară superioară posterioară (Arteria alveolaris superior posterior), ramurile alveolare superioare posterioare a nervului maxilar (Rami alveolares superiores posteriores nervi maxillaris). 